# 撃
撃（げき）とは自衛隊で販売している菓子等の名称。自衛隊限定販売。饅頭、煎餅、カレーといった種類が確認されている。

## 製品
- 自衛隊オリジナル饅頭　撃
  - 「撃まん」とも呼ばれる。特許製法として饅頭の表面に国産天然野菜を使った彩りが施されている。